# إيليا إرينبورغ
إيليا غريغوريفيتش إرينبورغ، أو اهرنبرغ (26 يناير [في التقويم القديم 14 يناير] 1891-31 أغسطس 1967) كاتب وثوري وصحفي ومؤرخ سوفيتي.ا
كان إرينبورغ من بين أبرز المؤلفين وأكثرهم إنتاجًا في الاتحاد السوفيتي؛ نشر حوالي مئة من المؤلفات. اشتهر في البداية وقبل كل شيء كروائي وصحفي– على وجه الخصوص، كمراسل في ثلاثة حروب (الحرب العالمية الأولى، الحرب الأهلية الإسبانية والحرب العالمية الثانية). أكسبته مقالاته المثيرة التي تدعو إلى العنف ضد الألمان خلال الحرب الوطنية العظمى عددًا كبيرًا من المتابعين بين الجنود السوفيت في الخطوط الأمامية، ولكنها تسببت أيضًا في الكثير من الجدل بسبب رأيها المعادي لألمانيا. أوضح إرينبورغ لاحقًا أن كتاباته كانت عن «المعتدين الألمان الذين وطأوا بأقدامهم على الأراضي السوفيتية مع أسلحتهم»، وليس عن الشعب الألماني بأكمله.
أعطت رواية ذوبان الجليد اسمها لعصر كامل من السياسة السوفيتية، وتحديدًا إشاعة الليبرالية التي حدثت بعد وفاة جوزيف ستالين. كان لكتابات إرينبورغ في أدب السفر أيضًا صدى كبير، وإلى حد أكبر يمكن أن نقول إن ذلك ينطبق أيضًا على مذكراته التي عنونها الناس، السنوات، الحياة، والتي يمكن اعتبارها أشهر أعماله وأكثرها مناقشة. الكتاب الأسود، الذي حرره هو وفاسيلي غروسمان، له أهمية تاريخية خاصة، فهو يتحدث عن الهولوكوست في الاتحاد السوفيتي، والإبادة الجماعية التي ارتكبها النازيون ضد المواطنين السوفيت من أصل يهودي؛ تم استنكاره باعتباره «معاديا للسوفيت» ومنع من النشر. نُشر لأول مرة في القدس عام 1980.
بالإضافة إلى ذلك، كتب إرينبورغ سلسلة من الأعمال الشعرية.

## حياته وعمله
ولد إيليا إرينبورغ في كييف، الإمبراطورية الروسية لعائلة يهودية ليتوانية؛ كان والده مهندسًا. لم تكن أسرة إرينبورغ ملتزمة دينيًا؛ لم يكن على اتصال بالممارسات الدينية اليهودية إلا من خلال جده لأمه. لم يمارس إرينبورغ اليهودية أبدًا. لم يتعلم اليديشية، على الرغم من أنه قام بتحرير الكتاب الأسود الذي كتب باللغة اليديشية. اعتبر نفسه روسيًا، ولاحقا مواطنا سوفيتيًا، وكتب باللغة الروسية حتى خلال سنواته العديدة في الخارج. اتخذ إرينبورغ مواقف علنية قوية ضد معاداة السامية، وترك جميع أوراقه لمركز بحوث ياد فاشيم الإسرائيلي.
عندما كان إرينبورغ في الرابعة من عمره، انتقلت العائلة إلى موسكو، حيث تم تعيين والده مديرًا لمصنع الجعة. التقى في المدرسة بنيكولاي بوخارين، الذي كان أكبر منه بصفين. ظل الاثنان صديقين حتى موت بوخارين في عام 1938 أثناء التطهير الكبير.
في أعقاب الثورة الروسية عام 1905، تورط كل من إرينبورغ وبوخارين في أنشطة غير قانونية للمنظمة البلشفية. في عام 1908، عندما كان إرينبورغ في السابعة عشرة من عمره، اعتقلته الشرطة السرية القيصرية (أوخرانا) لمدة خمسة أشهر. تعرض للضرب وفقد بعض أسنانه. أخيرًا، سمح له بالسفر إلى الخارج واختار باريس لتكون منفى له.
في باريس، بدأ العمل في المنظمة البلشفية، حيث التقى بفلاديمير لينين وغيره من المنفيين الشهيرين. ولكنه سرعان ما غادر هذه الأوساط وهذا الحزب. أصبح إرينبورغ مولعًا بالحياة البوهيمية في حي مونبارناس في باريس. بدأ بكتابة القصائد، وزار بانتظام مقاهي مونبارناس وتعرف على الكثير من الفنانين، وخاصة بابلو بيكاسو ودييغو ريفيرا وجول باشين وأميديو موديلياني. كان من ضمن الكتاب الأجانب الذين ترجم إرينبورغ أعمالهم فرانسيس جامس.
خلال الحرب العالمية الأولى، أصبح إرينبورغ مراسلًا حربيًا لإحدى الصحف في سان بطرسبرغ. كتب سلسلة من المقالات حول الحرب الآلية، نشرت لاحقًا ككتاب (وجه الحرب). ركز شعره في حينها أيضًا على مواضيع الحرب والدمار، كما في قصيدة في العشية، كتابه الغنائي الثالث. كتب نيكولاي غوميليف، الشاعر الرمزي الشهير، بشكل إيجابي عن تقدم إرينبورغ في الشعر.
عاد إرينبورغ في عام 1917 بعد الثورة إلى روسيا. كان يميل في ذلك الوقت إلى معارضة السياسة البلشفية، حيث صدم بجو العنف المستمر. وكتب قصيدة بعنوان «صلاة من أجل روسيا» قارن فيها اقتحام قصر الشتاء بالاغتصاب. في عام 1920 ذهب إرينبورغ إلى كييف حيث عاش تحت حكم أربعة أنظمة مختلفة خلال عام واحد هي: الألمان والقوزاق والبلاشفة والجيش الأبيض. بعد المذابح المعادية للسامية، هرب إلى كوكتيبيل في شبه جزيرة القرم حيث كان لصديقه القديم من أيام باريس، ماكسيميليان فولوشين، منزل هناك. أخيرًا، عاد إرينبورغ إلى موسكو، حيث سرعان ما تم اعتقاله من قبل هيئة تشيكا ولكن تم إطلاق سراحه بعد وقت قصير.
أصبح ناشطًا ثقافيًا وصحفيًا سوفيتيًا قضى الكثير من الوقت في الخارج ككاتب. كتب روايات بيكاريسكية طليعية وقصص قصيرة شعبية في عشرينيات القرن العشرين، وغالبًا ما تدور أحداثها في أوروبا الغربية (المغامرات الاستثنائية لخوليو خورينيتو وتلاميذه (1922)، وثلاثة عشر أنبوب). استمر إرينبورغ في كتابة الشعر الفلسفي، باستخدام إيقاعات أكثر تحررًا مما كانت عليه في العقد الثاني من العشرين. في عام 1929 نشر كتابه «حياة السيارات»، وهو نوع شيوعي من الأسلوب السردي.

## ترجمات إلى العربية
- سقوط باريس، ترجمة فارس صويتي، دار الكتاب العربي، بيروت، 1969[25]
- أنطون تشيخوف (سيرة) - ترجمة ضياء نافع، المؤسسة العربية للدراسات والنشر، بيروت، 1979[26]
- السعادة (قصة)، ترجمة جودت هوشيار، على موقع "الأنطولوجيا".[27]